# Мики Дий
Майкъл Кириакос Делауглу (на шведски: Micael Kiriakos Delaoglou), познат със сценичното си име Мики Дий (на английски: Mikkey Dee), е шведски рок музикант.
Известен е като барабанист на „Моторхед“ от 1992 до 2015 година, когато групата се разпада след смъртта на вокалиста Леми Килмистър. Освен в „Моторхед“ е бил барабанист в групите „Кинг Даймънд“, „Докен“, „Хелоуин“ и „Тин Лизи“.
През 2016 година, след продължително заместване на барабаниста Джеймс Котак, се присъединява като постоянен член на „Скорпиънс“.

## Дискография

### „Кинг Даймънд“
- Fatal Portrait (1986)
- Abigail (1987)
- Them (1988)
- Conspiracy (1989)

### Дон Докен
- Up from the Ashes (1990)

### Моторхед
- March ör Die (1992)
- Bastards (1993)
- Sacrifice (1995)
- Overnight Sensation (1996)
- Snake Bite Love (1998)
- We Are Motörhead (2000)
- Hammered (2002)
- Inferno (2004)
- Kiss of Death (2006)
- Motörizer (2008)
- The Wörld is Yours (2010)
- Aftershock (2013)
- Bad Magic (2015)

### „Хелоуин“
- Rabbit Don't Come Easy (2003)

### „Скорпиънс“
- Rock Believer (2022)